# 西川寅吉

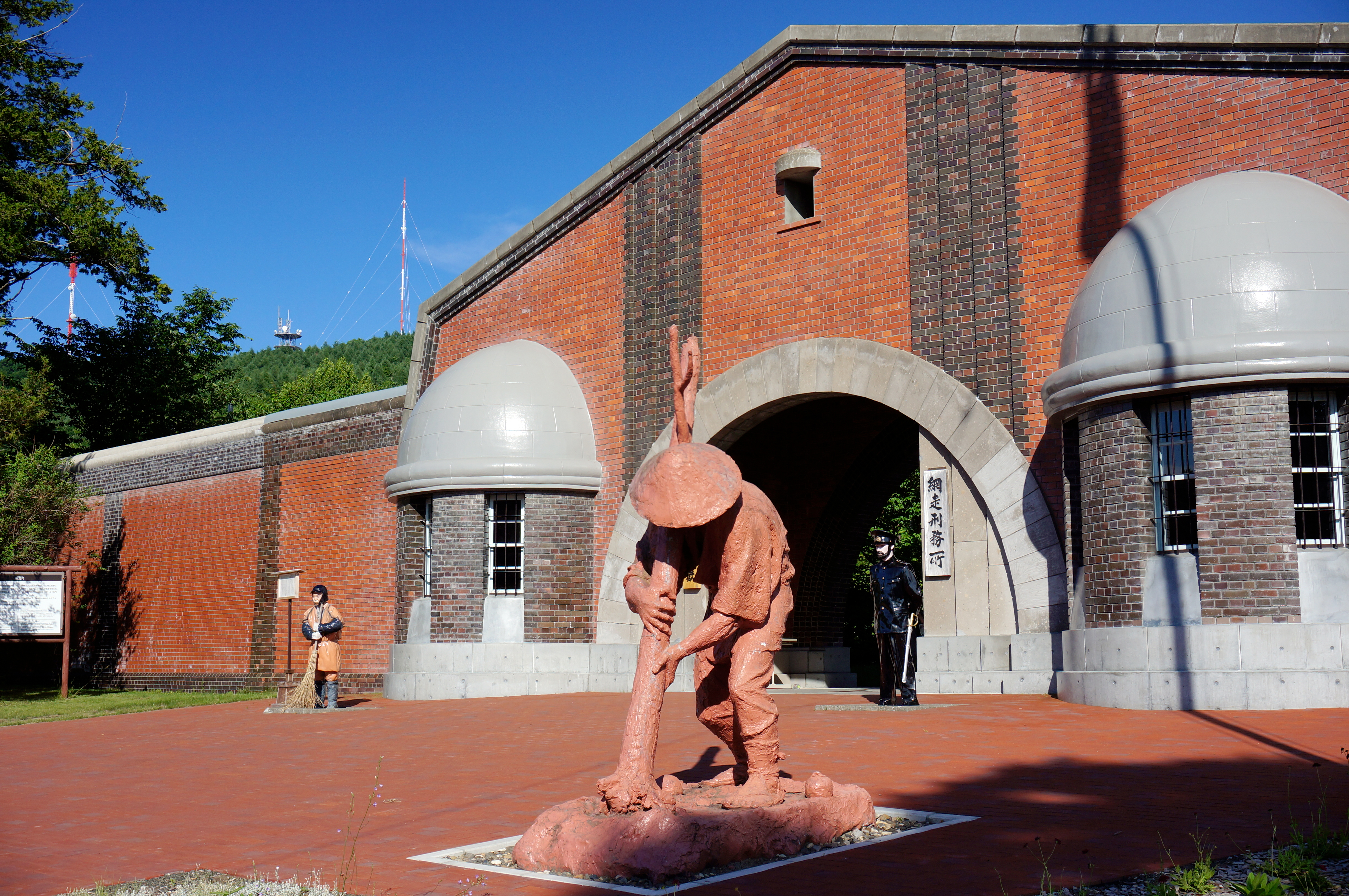
網走監獄前で掃除をする西川寅吉の人形（左）

西川 寅吉（にしかわ とらきち、1854年 - 1941年）は、日本において過去に脱獄を最も多く行った事で知られた人物。
後述するエピソードから五寸釘寅吉（ごすんくぎとらきち、五寸釘の寅吉）の異名を取る。

## 生涯
西川は安政元年（1854年）、伊勢国多気郡御糸郷佐田村（後の三重県多気郡上御糸村、現・明和町）で被差別部落の貧農の次男として生まれた。生まれながらに人並み外れた運動能力を持っていたと伝わっている。
西川が最初に罪を犯し牢獄に入ることとなったのは14歳の時であった。自分をかわいがっていた叔父が博打の揉め事で殺され、その仇討ちとして殺した人物に刀で襲いかかり、さらに家に火を放った。無期懲役の刑を受け、地元三重の牢獄に服すこととなった。
まだ若く、またその犯した罪が仇討ちとあって牢獄では受刑者たちにかわいがられていたが、仇となる人物が生きていることが分かったため、受刑者たちの助けを借りて脱獄、その後肝心のあだ討ちがならぬうちに捕縛され、再び三重の牢獄に収容されたが、またもや受刑者たちの力を借りて脱獄した。そして一角の賭博師として全国の賭場を渡り歩いたが再度捕縛、次は秋田の集治監に入れられたがさらにまた脱走した。
西川の体力には並外れたものがあり、秋田刑務所から脱獄する際、五寸釘の刺さった板を足で踏んだが、そのままついに捕まるまで約十二キロを逃げきったという伝説が生まれ、それが五寸釘寅吉の名の元となった。
静岡で捕まってからは一旦東京の小菅を経て、北海道の樺戸集治監へ送られた。樺戸には凶悪犯が集められ、寅吉の他にも贋札作りの熊坂長庵、海賊房次郎などの日本犯罪史のビッグネームが揃っており、重りの付いた鎖に繋がれた囚徒の顔ぶれに群馬県の博徒で、『懺悔履歴』を書いた神沢丹次郎（寒梅丹次）も驚きを書き残した。樺戸からも脱獄し、その後熊本で捕まり、道内の空知集治監へ送られ、さらに道内の標茶集治監に移された。明治23年（1890年）3月、標茶集治監が網走に引っ越して網走刑務所になるに伴い網走へ移った。
最初の殺人未遂や放火に加えて脱獄した道中で起こした様々な犯罪、それに脱獄そのものによって、西川は非常に長い刑期を持つに至ったが、空知に送られてからは良い看守に当たったこともあって一貫して模範囚であり、最後には刑務所の敷地内を自由に移動できるほど信頼の置かれた状況となった。大正13年（1924年）の9月3日、当時71歳という高齢を理由として、ついに網走刑務所を仮出所するに至った。出所してからの西川はさまざまな興行師に利用されてその波乱万丈に満ちた生涯を語るなどして人気を博した。昭和の初期には故郷・三重県多気郡の息子に引き取られ、昭和16年（1941年）、87歳で死去した。

## 寅吉と水平社
寅吉は被差別部落民であったため全国水平社の関心を惹き、水平社の機関誌『水平』第2号には輪池越智（本名・楠川由久）が社会講談「反逆児五寸釘寅吉」を載せた。『水平』が2号で廃刊になったため、続いて発刊された『水平新聞』の第1号以降に続きが掲載されたが、輪池の失踪により5号で中絶している。
『水平新聞』第5号（1924年10月20日）には、編集部による「この講談の主人公西川寅吉さんはさる九月十日北海道の監獄から四十年振りにひょっこり生れ故郷の佐田（三重県一志郡）へ帰られたから、同氏を訪問して、その訪問記でも、この次を（ママ）続けようと思っています。七十一歳の寅さんは、現下の水平運動を見て、どんな感じが起るだろう」との附記が載っている。ただしこの訪問記は実現しなかった。

## モデル
- 博物館網走監獄：展示用の正門の入口に掃除をしている寅吉の姿をマネキンにより再現している。

## 関連書
- 『『脱獄魔　白鳥由栄』著者　山谷一郎　発行所(株)網走観光サービス　印刷　㈱北研社1979年10月　重版2022年9月　※詳細記載有
- 五寸釘寅吉の生涯　脱獄暦六回の記録保持者』　山谷 一郎、網走文庫、1995.9